# Yuncheng (Shanxi)
Yuncheng (运城; pinyin: Yùnchéng) er den sydvestligste by på præfekturniveau i provinsen Shanxi i Folkerepublikken Kina. Den grænser til bypræfekturene Jincheng og Linfen i øst og nord, og til provinserne Shaanxi og Henan i vest og syd. Præfekturet har et areal på 14.106 km², og en befolkning på
4.960.000 mennesker (2007) og en befolkningstæthed
352 indb./km ².

## Administrative enheder
Yuncheng består af et bydistrikt, to byamter og ti amter:
- Bydistriktet Yanhu – 盐湖区 Yánhú Qū ;
- Byamtet Yongji – 永济市 Yǒngjì Shì ;
- Byamtet Hejin – 河津市 Héjīn Shì ;
- Amtet Ruicheng – 芮城县 Ruìchéng Xiàn ;
- Amtet Linyi – 临猗县 Línyī Xiàn ;
- Amtet Wanrong – 万荣县 Wànróng Xiàn ;
- Amtet Xinjiang – 新绛县 Xīnjiàng Xiàn ;
- Amtet Jishan – 稷山县 Jìshān Xiàn ;
- Amtet Wenxi – 闻喜县 Wénxǐ Xiàn ;
- Amtet Xia – 夏县 Xià Xiàn ;
- Amtet Jiang – 绛县 Jiàng Xiàn ;
- Amtet Pinglu – 平陆县 Pínglù Xiàn ;
- Amtet Yuanqu – 垣曲县 Yuánqǔ Xiàn.

## Trafik
Kinas rigsvej 209 løber gennem området. Den begynder i Hohhot i Indre Mongoliet, krydser gennem provinserne Shanxi, Henan, Hubei, Hunan og ender i havnebyen Beihai i Guangxi.
35°01′N 110°59′Ø / 35.017°N 110.983°Ø